# Gaspar Olivares

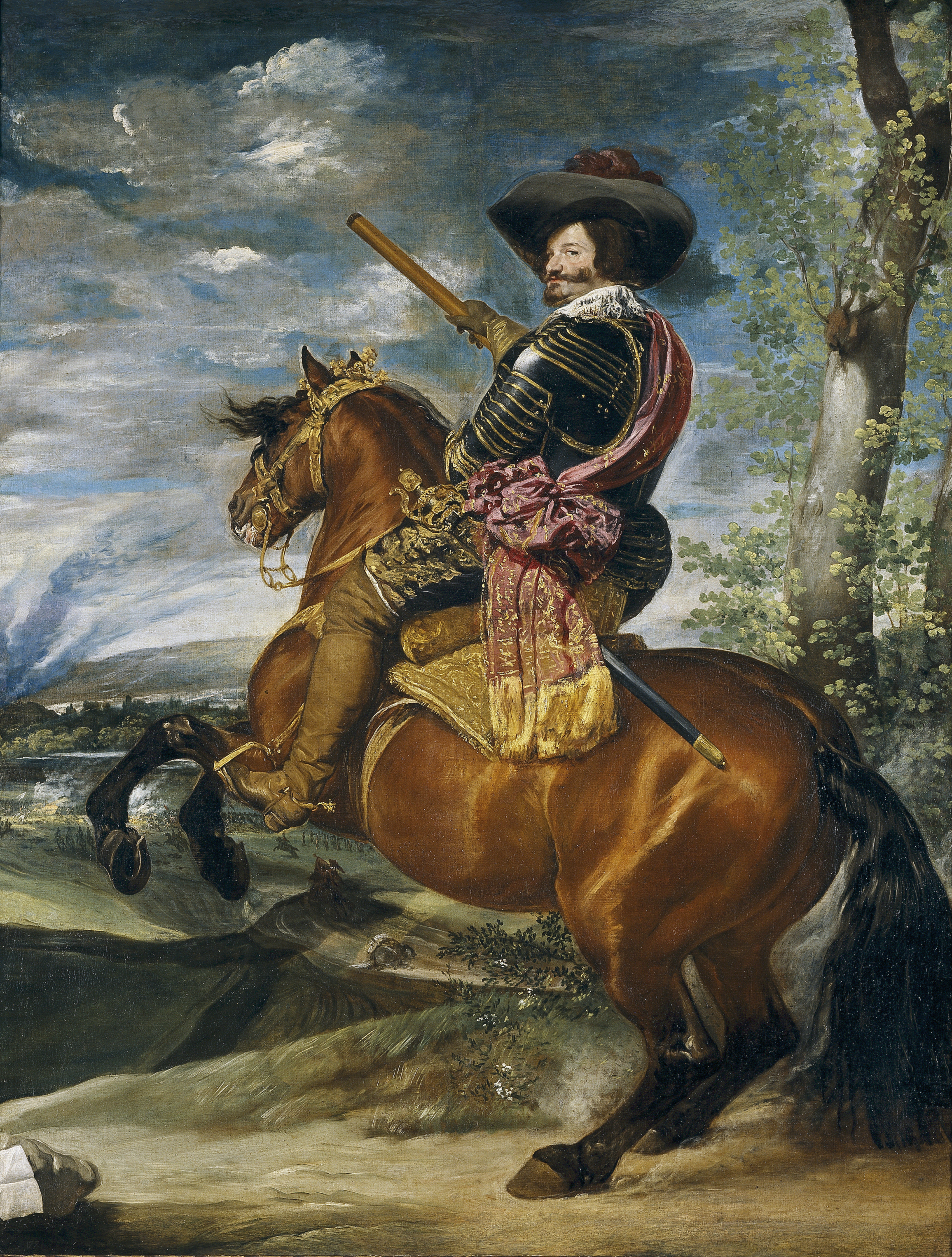
Książę Olivares na koniu, portret autorstwa Velazqueza

Gaspar Olivares, zwany  El conde-duque (hrabia-książę), właśc. Gaspar de Guzmán y Pimentel Ribera y Velasco de Tovar; ur. 6 stycznia 1587, w Rzymie, zm. 22 lipca 1645 w Toro) – hiszpański polityk, pierwszy minister króla Filipa IV, hrabia de Olivares, książę de Sanlúcar la Mayor, markiz de Heliche, hrabia de Arzarcóllar.

## Życiorys
Urodził się w Rzymie, gdzie jego ojciec, Enrique, był hiszpańskim ambasadorem. W wieku 14 lat został wysłany na uniwersytet, od 1604 czas spędzał między trzema miastami: Valladolid (gdzie siedzibę miał wówczas dwór królewski), Sewillą, a Madrytem. W 1607 Enrique zmarł, także w tym roku Gaspar ożenił się. Jego wybranką była Ines y Velasco, dama dworu królowej Małgorzaty. Olivares sprytnie zacieśniał swoją przyjaźń z młodym księciem Filipem (przyszłym Filipem IV) zjednując sobie jego uczucia. W 1611 pierwszy minister króla Filipa III – książę Lerma, by pozbyć się Olivaresa jako przyszłego i niebezpiecznego rywala zaproponował mu ambasadę, ale Guzman domyślając się podstępu – nie zaakceptował tego stanowiska. W 1615 książę Filip przyszły Filip IV ożenił się z Elżbietą Burbon, a Olivares został jej dworzaninem.
W 1618 Lerma został zdymisjonowany, a po śmierci Filipa III to Guzman został pierwszym ministrem nowego monarchy. W tym samym momencie stał się też faktycznym władcą Hiszpanii, ponieważ Filip IV był niezdecydowany, co wynikało z jego neurotycznych skłonności do erotomanii. Olivares walczył z korupcją na dworze, oskarżał dawnych ministrów zmarłego króla i usiłował ograniczać przywileje latyfundystów kościelnych. Przeprowadzał głębokie reformy administracyjne. Szukał możliwości przywrócenia silnej pozycji Hiszpanii w Europie. Aż do 1623 Gaspar nie stracił miłości ludu.
W polityce zagranicznej kontynuował idee Filipa III, a wcześniej Filipa II i Karola V. Niestety w 1621 Hiszpania weszła w wojnę trzydziestoletnią, podejmując wojnę przeciwko Holandii. Aby uzyskać fundusze na kampanie wojenne Guzman uciekł się do gnębicielskich metod fiskalnych. Agresywna i scentralizowana polityka Olivaresa doprowadziła do powstania i ogłoszenia niepodległości Katalonii w 1640. W latach 1639–1642 usiłował doprowadzić do zawarcia antyfrancuskiego sojuszu militarnego z Rzeczpospolitą. Rosnąca niepopularność Guzmana doprowadziła go do upadku w 1643. Przeciwko niemu zwrócił się kler, lud i dwór.